# Acrocercops sporograpta
Acrocercops sporograpta là một loài bướm đêm thuộc họ Gracillariidae. Nó được tìm thấy ở Ấn Độ (Maharashtra).
Ấu trùng ăn Litsea stocksii. Chúng ăn lá nơi chúng làm tổ.